# ميخائيل ديفيز
ميخائيل ديفيز (17 يوليو 1976 - )  (بالإنجليزية: Michael Davies)‏ هو لاعب كريكت بريطاني.